# Acalitus lowei
Acalitus lowei är en spindeldjursart som beskrevs av David C.M. Manson 1972. Acalitus lowei ingår i släktet Acalitus och familjen Eriophyidae. Inga underarter finns listade i Catalogue of Life.